# الكتاب المقدس والمثلية الجنسية

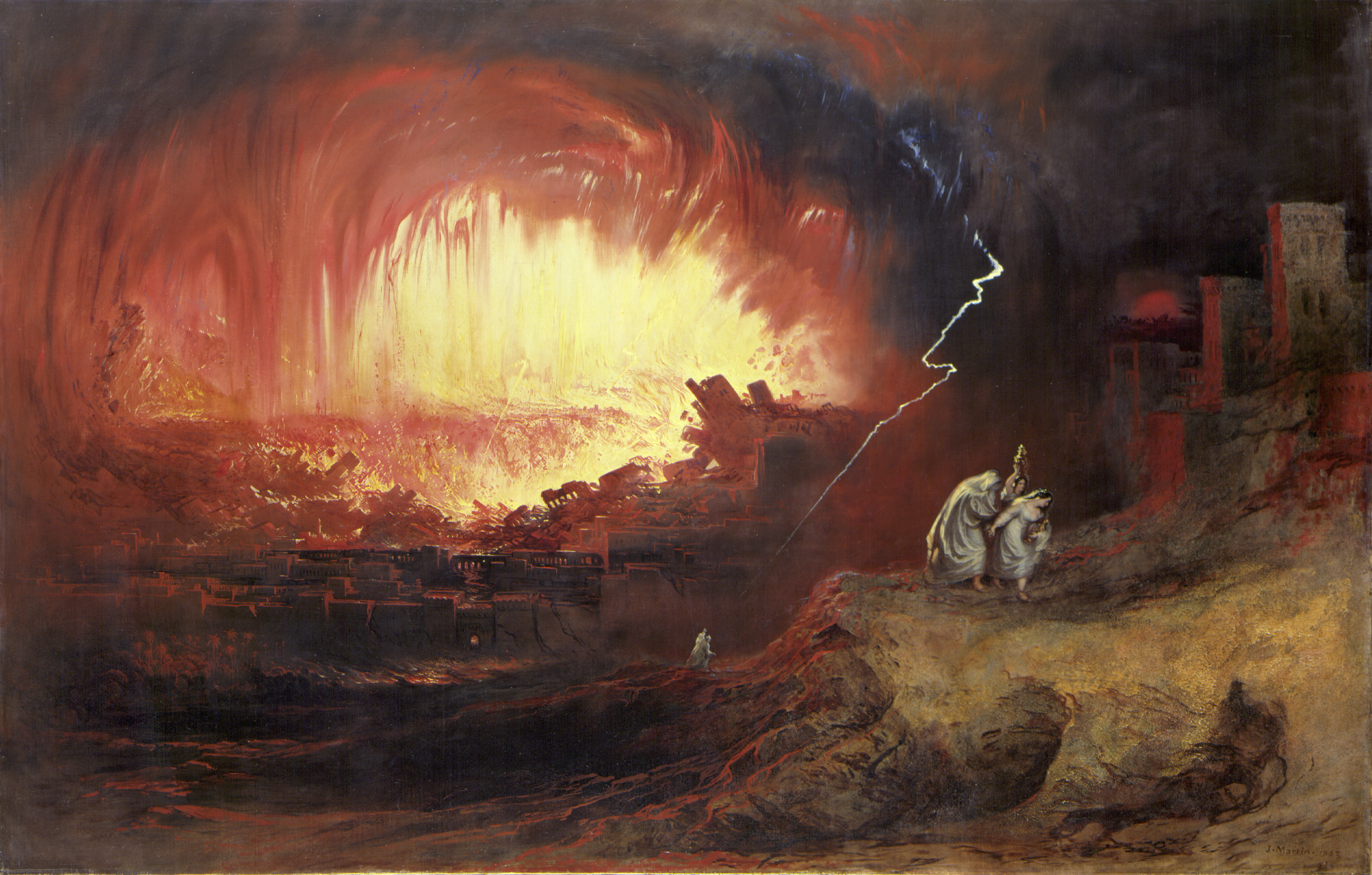
سدوم وعمورة - رسم من قبل جون مارتن

ثمَّة عدة مقاطع في التناخ (بالإنجليزية: Hebrew Bible – الكتاب المقدس العبري) والعهد الجديد (بالإنجليزية: New Testament) التي تم تفسيرها على أنها تنطوي على ممارسات ورغبات مشابهة للمثلية الجنسية. تشكل هذه التفسيرات أساس المواقف اليهودية والمسيحية تجاه المثلية الجنسية. تبدأ المقاطع المتعلقة بالمثلية الجنسية في التناخ منذ كتاب التوراة (الكتب الخمسة الأولى من الكتاب المقدس). تُشير العديد من الكتب المقدسة في العهد الجديد أيضًا إلى المثلية الجنسية، بما في ذلك الإنجيل في كتب ماثيو ولوك بالإضافة إلى رسائل مختلفة من القديس بولس إلى الكنائس الأولى في آسيا الصغرى.

## التناخ: الكتاب المقدس العبري

### كتاب سفر اللاويين: الفصلان 18 و 20
يشكّل الفصلان 18 و 20 من كتاب سفر اللاويين جزءًا من قانون القداسة ويسردان أشكال الجماع الجنسي المحظورة. بما في ذلك الآيات التالية:
- «وَلاَ تُضَاجِعْ ذَكَرًا مُضَاجَعَةَ أمْرَأَةٍ. إِنَّهُ رِجْسٌ» الفصل 18 الآية 22.[1]
- «وَإِذَا اضْطَجَعَ رَجُلٌ مَعَ ذَكَرٍ اضْطِجَاعَ امْرَأَةٍ، فَقَدْ فَعَلاَ كِلاَهُمَا رِجْسًا. إِنَّهُمَا يُقْتَلاَنِ. دَمُهُمَا عَلَيْهِمَا» الفصل 20 الآية 13.[2]

فسَّر اليهود والمسيحيون هذين الآيتين تاريخيًا على أنهما دلالات لحظورات عامة واضحة ضد الممارسات الجنسية المثلية بوجه عام. تركز التفسيرات الحديثة على أنهما جزءًا من قانون القداسة، وهو قانون يهدف إلى التمييز بين سلوك الإسرائيليين والكنعانيين المؤمنين بآلهة متعددة. ومن بين هذه التفسيرات، تقول جانيت إدموندز:
«لتفسير هاتين الآيتين من سفر اللاويين، من المهم أن نعرف أن هذا الكتاب المقدس يركز على النقاء الشعائري للإسرائيليين ووضع مبادئ توجيهية لهم ليميزوا أنفسهم عن جيرانهم الوثنيين، من المصريين والكنعانيين، الذين عاشوا في الأراضي قبل استيطان اليهود. ويظهر هذا في فصلي الكتاب 18 و 20 من خلال ثلاثة آيات محددة (سفر اللاويين: الفصل 18: 2-3، الفصل 18: 24، الفصل 20: 23) والتي تنصّ على أن الإسرائيليين لا ينبغي لهم أبدًا القيام بما فعله المصريون والكنعانيون»
تركز التفسيرات التي أجراها شاول أوليان، أستاذ الدراسات الدينية ومدير قسم الدراسات اليهودية في جامعة براون، وآخرون مثل كيه. ريناتو، على أوجه الغموض الواردة في اللغة العبرية الأصلية، بحجة أن هذه الالتباسات قد لا تُفسَّر تمامًا على أنها تحريم شامل لجميع أشكال التعبير الجنسي بين الرجال بل أنها دليل على حظر سفاح القربى بين أفراد الأسرة من الذكور. يجادل أيضًا بأن مترجمي سفر اللاويين الإنجليز قد أضافوا إلى النص الأصلي بهدف التعويض عن الثغرات الملحوظة في النص الإنجيلي؛ لكنهم بذلك قد غيروا معنى الآية. ورد في كتاب سفر اللاويين في الفصل 18 الآية 22:
- «وَلاَ تُضَاجِعْ ذَكَرًا مُضَاجَعَةَ أمْرَأَةٍ. إِنَّهُ رِجْسٌ»
- بالعبرية الأصلية: «w’eth-zäkhār lö’ tiškav miškevē ‘iššâ»
- ترجمها أوليان للإنجليزية: «And with a male you shall not lie the lying downs (miškevē) of a woman»
- أما في النسخة الإنجليزية القياسية المنقحة الجديدة (إن آر إس في): «You shall not lie with a male as with a woman»

يزعم لينغز أن تضمين افتراضات لا يتضمنها النص الأصلي أو سفر اللاويين، باستثناء اللفظ الفريد: «miškevē» ضمن سياق سفر التكوين (أي أن هذه الكلمة واردة فقط في سفر اللاويين في الفصل 18 الآية 22 وفي الفصل 20 في الآية 13، وأيضًا في سفر التكوين في الفصل 49 الآية 4)، يُعدّ أمرًا حاسمًا لإلقاء الضوء على دلالة حظر سفاح القربى، ذلك أن ترجمة الكلمة في ضوء سفر التكوين الواردة في نص سفر اللاويين في الفصلين 18 و 20 قد باتت واضحة تمامًا.

### سدوم وعمورة
لا يوجد دليل واضح في قصة تدمير قريتي سدوم وعمورة في سفر التكوين على أن المثلية الجنسية كانت الخطيئة الكبرى وراء تدمير القريتين. يجد بعض المترجمين أن قصة سدوم وقصة أخرى مماثلة في سفر القضاة 19 لهما دلالة على إدانة الاغتصاب العنيف للضيوف أكثر منها للمثلية الجنسية، لكن تم تفسير هذا المقطع تاريخيًا في اليهودية والمسيحية باعتباره عقابًا ضد المثلية الجنسية بحجة أن رجال سدوم قد رغبوا في اغتصاب الملائكة الذين استرجعوا النبي لوط.
في حين لم يتحدث الأنبياء اليهود إلا عن الافتقار إلى الإحسان باعتباره خطيئة سدوم، أصبح التفسير الجنسي الحصري سائدًا بين الطوائف المسيحية لدرجة أن اسم «سدوم» أصبح أساسًا لكلمة «لواط»، التي ما تزال مرادفًا قانونيًا للأفعال الجنسية المثلية وغير التناسلية، ولا سيما الجنس الشرجي أو الفموي.

في حين يشير الأنبياء اليهود أمثال إشعيا وإرميا وعاموس وصفنيا بشكل غير مباشر إلى خطيئة سدوم، إذ يذكر حزقيال أن القرية قد دمرت بسبب ارتكابها للظلم الاجتماعي فضلًا عن ارتكابها «الرَّجس»:
«هذَا كَانَ إِثْمَ أُخْتِكِ سَدُومَ: الْكِبْرِيَاءُ وَالشَّبَعُ مِنَ الْخُبْزِ وَسَلاَمُ الاطْمِئْنَانِ كَانَ لَهَا وَلِبَنَاتِهَا، وَلَمْ تُشَدِّدْ يَدَ الْفَقِيرِ وَالْمِسْكِينِ، وَتَكَبَّرْنَ وَعَمِلْنَ الرِّجْسَ أَمَامِي فَنَزَعْتُهُنَّ كَمَا رَأَيْتُ» (سفر حزقيال 16: 49-50)
يفسر كتاب تعاليم تلمود، المكتوب بين 370 و500 قبل الميلاد، خطيئة سدوم على أنها عدم الإحسان، إلى جانب محاولة اغتصاب الملائكة الذي يُعدّ مظهرًا من مظاهر انتهاك المدينة للنظام الاجتماعي للضيافة.

في وقت لاحق، اعتبرت الكتب، مثل شهادات الآباء الإثني عشر، خطيئة سدوم شكلًا غير مشروعًا من أشكال الاتصال الجنسي بين الجنسين. ورد في رسالة يهوذا 1: 7-8 أنه جاء في الكتاب المقدس عن سدوم وعمورة ما يلي:
«كَمَا أَنَّ سَدُومَ وَعَمُورَةَ وَالْمُدُنَ الَّتِي حَوْلَهُمَا، إِذْ زَنَتْ عَلَى طَرِيق مِثْلِهِمَا، وَمَضَتْ وَرَاءَ جَسَدٍ آخَرَ، جُعِلَتْ عِبْرَةً مُكَابِدَةً عِقَابَ نَارٍ أَبَدِيَّةٍ. وَلكِنْ كَذلِكَ هؤُلاَءِ أَيْضًا، الْمُحْتَلِمُونَ، يُنَجِّسُونَ الْجَسَدَ، وَيَتَهَاوَنُونَ بِالسِّيَادَةِ، وَيَفْتَرُونَ عَلَى ذَوِي الأَمْجَادِ.»
فُسّرت هذه الآيات على أنها إشارة إلى المثلية أو الشهوة الجنسية للبشر نحو الملائكة. عُدَّ الكاتبان اليهوديان فيلون السكندري (50-20 قبل الميلاد) ويوسيفوس فلافيوس (100-38 قبل الميلاد) من بين أوائل الناس الذين أكدوا بشكل حتمي أن المثلية الجنسية كانت من بين خطايا سدوم. بحلول نهاية القرن الأول الميلادي، حدَّد اليهود خطيئة سدوم بالممارسات الجنسية المثلية بشكل عام.

### ديفيد وجوناثان وراعوث ونعمي
تم تفسير قصة ديفيد وجوناثان في كتاب سفر صموئيل الأول من قِبَل الكُتَّاب التقليديين والمعاصرين على أنها علاقة حب أخوية. وقد فسرها بعض المؤلفين أيضًا على أنها سلوك جنسي. يعرّف اللاهوتي ثيودور جينينغز القصة على أنها مجرد رغبة في ديفيد من جانب كل من شاول وجوناثان، إذ يقول: «إن غيرة شاول دفعت (بديفيد) إلى أحضان جوناثان». يعالج ميخائيل كووغان ادعاء العلاقة المثلية المزعومة بين ديفيد وجوناثان ويرفضها بشكل قاطع.
تُفسَّر قصة راعوث ونعمي مثلما جاء في سفر راعوث من حين لآخر من قِبَل بعض العلماء المعاصرين على أنها قصة فتاتان سحاقيتان. ويقول كووغان أن التناخ لا يذكر أي إشارة عن السحاق.